# Транспорт Петрозаводска

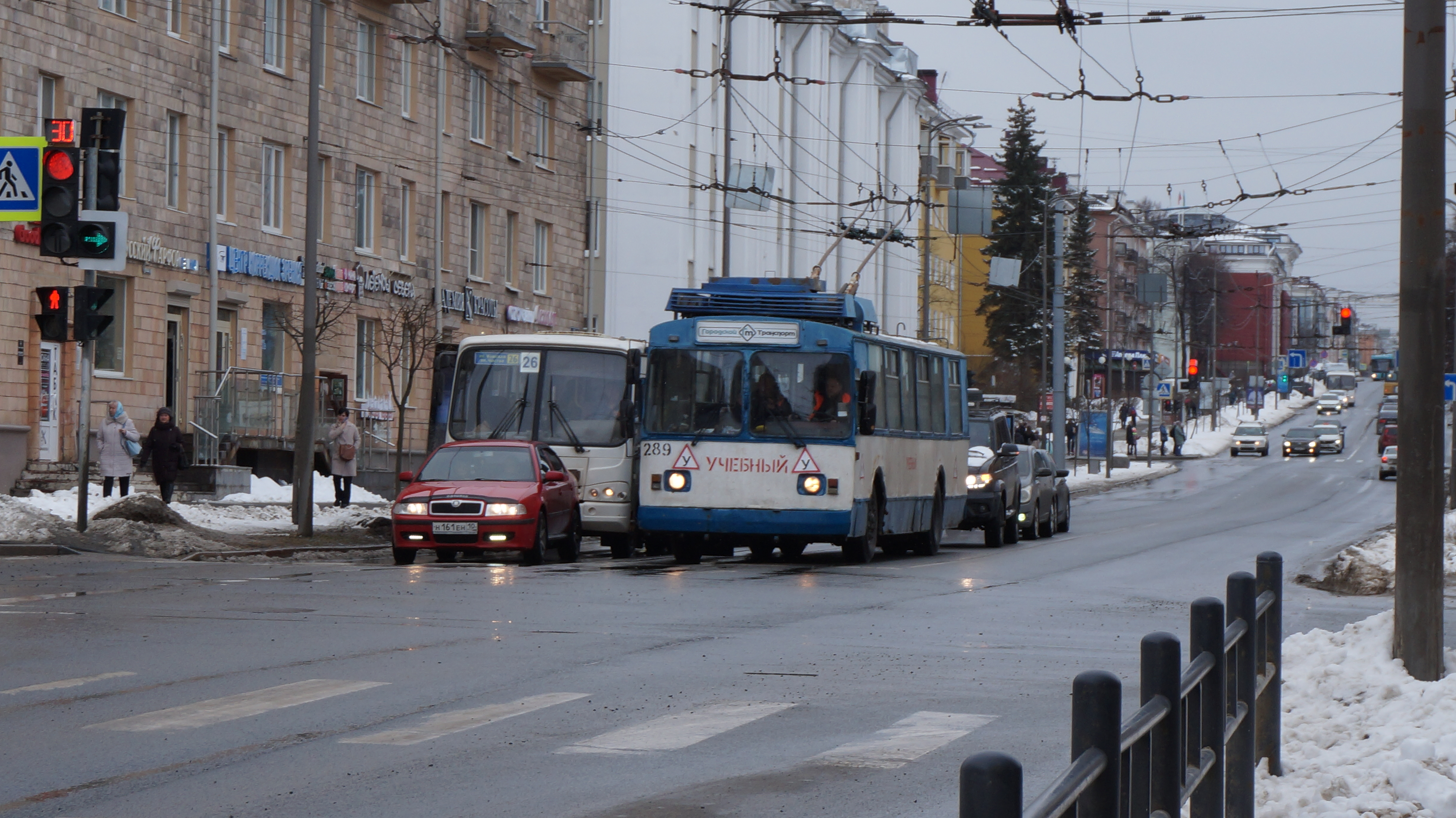
Автобус и троллейбус — два крупнейших вида транспорта в Петрозаводске.

В этой статье описывается транспорт в Петрозаводске (карел. Petroskoin liikendeh).

## Виды транспорта

### Автотрассы
- E 105 (Киркенес — Ялта)
  - Р21 (Санкт-Петербург — Мурманск)
- А133 (Петрозаводск — Суоярви)
- Р19 (Петрозаводск — Оштинский Погост)

#### Связь с другими городами
- Р21: Санкт-Петербург, Олонец, Кондопога, Медвежьегорск,Беломорск, Кемь, Мурманск
- Р21 + А115 + М10: Москва
- Р21 + А130: Сортавала
- Р21 + А130 + 70 + 6: Йоэнсуу
- Р21 + А130 + 70 + 486 + 6 + 7: Хельсинки
- Р21 + А130: Питкяранта
- А133: Суоярви

### Автобусные пассажирские перевозки

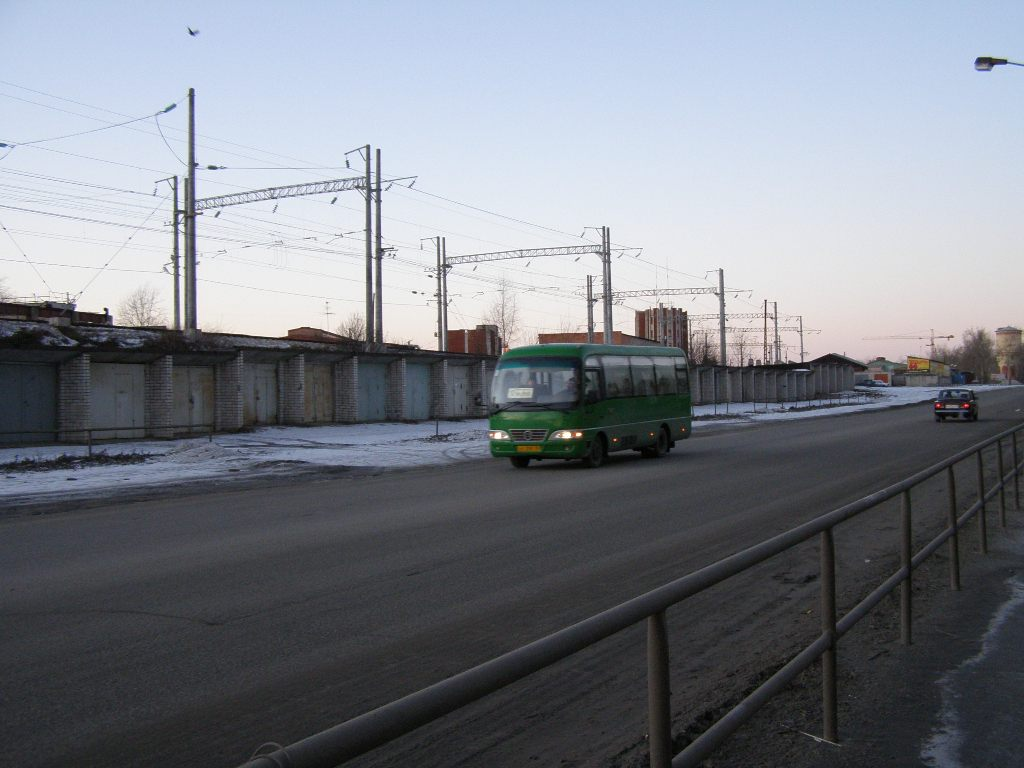
Пригородный автобус Петрозаводск — Чална.

9 мая 1915 года в Петрозаводске открыто автобусное движение. Первоначально в роли автобуса выступил автомобиль, который принадлежал А. В. Тимофеевой. Государственный автобусный парк в Петрозаводске появился в 1921 году (будущая Автоколонна № 1126).
,
На 25 июня 2025 года официально действует 21 городской автобусный маршрут (№ 2, 3, 4, 5, 8, 9, 10, 12, 14, 17, 19, 21, 22, 23, 25, 26, 27, 28, 30, 31, «Зимник»).
В пригородном и междугородном сообщениях лидирующим перевозчиком является ГУП РК «Карелавтотранс», основанное в 1918 году.

### Петрозаводский троллейбус
Одна из самых северных троллейбусных систем в мире. Действует с 1961 года. Насчитывает шесть работающих маршрутов (№ 1, 3, 5, 6, 7, 8) (по состоянию на 25 июня 2025 г.).
В настоящее время троллейбусная система эксплуатируется ПМУП «Городской транспорт» (улица Московская, 14).

### Трамвай
В 1930-х годах в Петрозаводске планировалось осуществление трамвайного движения. Планировалось два маршрута: № 1 «Вокзал — Петушки» и № 2 «Соломенное — Гостинный двор (пристань)». На маршрут № 1 должно было выходить до 10 трамваев. На маршрут № 2 до 6 вагонов. В генплане 1941 года можно увидеть запланированные линии по проспекту Ленина, улице Кирова, улице Гоголя и проспекту Александра Невского, включая кольцо у Гостинного двора (ныне улица Германа Титова). Однако, начавшаяся Великая отечественная война отменила все эти планы.
Окончательная отмена строительства трамвая в городе произошла в 1945 году, после признания приоритетными видами транспорта троллейбус и автобус.

### Такси
Служба легковых и грузовых перевозок существует в Петрозаводске и районных центрах Карелии. Появилась в 1930—1950-х гг. как услуга, предоставляемая государственными автопредприятиями. В 1950-х гг. существовали пригородные маршрутки, курсировавшие из Петрозаводска до населенных пунктов Прионежского района. Первая городская маршрутка в виде легковых машин «Волга» в г. Петрозаводске появилось в 1968 г. В дальнейшем в 1970—1980-х гг. Петрозаводское автотранспортное предприятие и автоколонны райцентров осуществляли движение в городах Кондопога, Костомукша, Сегежа. В настоящее время термин «маршрутное такси» в Карелии официально не употребляется.

### Авиаперевозки
- Аэропорты:
  - «Бесовец» («Петрозаводск-2») — международные и российские рейсы (работает с 1939 г.)
  - «Пески» — местные рейсы (работает с середины 1930-х гг.)
  - «Гидропорт» (работал с 1932 по 1980-е гг.)
- Аэровокзал находится по адресу: ул. Антикайнена, 34.

Петрозаводский гидроаэропорт находился вблизи современной улицы Московской. Первые регулярные авиалинии из Петрозаводского гидропорта на Шуньгу и Пудож были открыты в 1932 г. Первыми летчиками были А. И. Жадейко, С. Г. Качанов, А. А. Лазарев, А. Я. Гаевой и др.
С 1933 г. действовала почтово-пассажирская линия Петрозаводск-Ленинград (аэропорт Шоссейная). На линиях работали самолеты По-2, Ш-2. В 1937 г. на воздушные трассы Карелии вышел гидросамолет МП-1бис. Зимой в районе гидроаэропорта действовала ледовая посадочная площадка. В 1940 г. были открыты новые линии на Выборг, Кексгольм и Алакуртти на самолетах ПР-5.
На время Великой Отечественной войны авиасообщение из Петрозаводска прерывалось, авиаотряд вошел в состав 4-го отдельного авиационного звена ГВФ и выполнял задачи для нужд фронта.
В 1944 г. авиасообщение было восстановлено. Первым летчиком, осуществлявшим послевоенные рейсы на Ленинград был В. С. Колтыгин на самолете По-2. Позже, в этом же году были восстановлены линии гражданской авиации до Архангельска, Олонца, Пудожа, Падан, Сортавалы, Беломорска и Великой Губы. Эксплуатировались самолеты По-2, также авиаотряд имел самолеты МБР, Сталь-2. С 1952 г. использовался Ан-2 (на местных воздушных линиях), которые к 1960-м годам полностью заменяют Ш-2 и По-2. Аэродром «Петрозаводск» в Песках принимал и внутрисоюзные рейсы на Архангельск, Мурманск, Ленинград и Москву, осуществлявшиеся на самолетах Ил-14, Ли-2.
К концу 1940-х — 1950-х годах действуют линии из Петрозаводска на Пудож (Кулгала), Сортавала, Великая Губа, Сенная Губа. На местных авиалиниях эксплуатировались самолеты Ан-2, позже — АН-2П, авиатакси Як-12, Як-12А, Як-12М, Як-12Р.

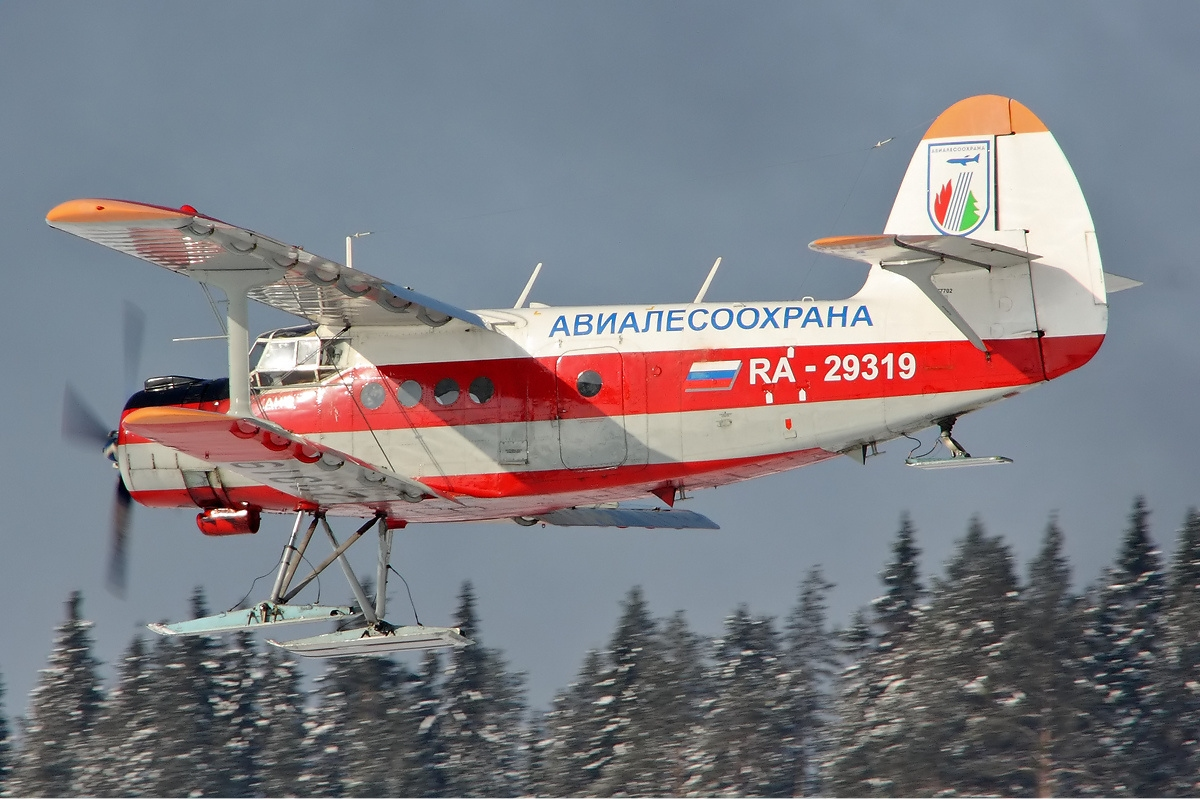
аН-2 Северо-Западной авиабазы авиационной охраны лесов.

С 1956 г. 69 авиаотрядом были получены гидросамолеты Ан-2В (Ан-4) — они использовались летом на местных воздушных линиях на Куганаволок, Пудож (Кулгала), Великая Губа, Сенная Губа, Ламбасручей. Зимой вместо гидропорта самолеты использовали ледовую площадку рядом с аэропортом местных воздушных линий в Песках.
Гидросамолеты эксплуатировались до закрытия гидроаэродрома в г. Петрозаводске в конце 1977 г. по причине участившихся потерь и повреждений самолетов в результате штормов на Онежском озере.
В 1960-х годах Петрозаводским объединенным авиаотрядом Северного управления гражданской авиации эксплуатировались местные воздушные линии № 1 Петрозаводск — Святозеро — Олонец (позже продлен до Видлицы), № 2 Петрозаводск — Святозеро — Салми — Питкяранта — Сортавала, № 4 Петрозаводск — Медвежьегорск — Паданы — Сегежа (стыковалась с линией № 3 Сегежа — Березово — Ухта), № 5 Петрозаводск — Горка — Туба — Пудож — Куганаволок (зимой — Петрозаводск- Шала — Пудож), № 6 Петрозаводск — Великая Губа, Ламбасручей, Сенная Губа. В 1962 г. количество самолетов Ан-2 достигает 10, столько же было самолетов Як-12. Эксплуатировались также вертолеты Ми-1, Ми-4, Ка-26. Кроме пассажирских осуществлялись рейсы для нужд народного хозяйства, санитарные, туристические рейсы.
В 1960-х годах количество местных воздушных линий увеличивается — рейсы Петрозаводск — Вознесенье — Вытегра, Петрозаводск — Череповец, ряд рейсов осуществлялся до грунтовых и ледовых посадочных площадок в населённых пунктах Карелии — Питкяранты, Петровского Яма, Суоярви, Пяльмы, Валдая, Кеми, Толвуи, Шалы и других, в середине 1960-х годы появляются авиалинии из аэропорта «Петрозаводск-1» («Пески») до Белозерска и Каргополя, в 1982 г. открыты рейсы до Костомукши (зимние, с 1986 г. — круглогодичные).
C 1965 г. действует аэропорт «Петрозаводск-2» (совместного базирования), который стал обслуживать союзные воздушные линии. Из него осуществлялись рейсы в Ленинград, Москву, Кировск, Архангельск, Вологду, Ригу, Мурманск, Новгород на воздушных судах Ил-14 и Ту-134.
В 1965 г. на линии Ленинград — Петрозаводск — Москва впервые появился самолет Ту-124, в 1966 г. он стал обслуживать и линию на Архангельск. С 1974 г. из Петрозаводска стало возможным попасть воздушным путём на самолете Як-40 также в Новгород, Таллин, c 1975 г. на Ан-24 в Псков, с 1989 г. рейсы до Каргополя переводятся с Ан-2 на Л-410.
В 1988 г. Петрозаводским объединенным авиаотрядом была начата эксплуатация самолетов Ан-28. Они осуществляли рейсы из аэропорта «Петрозаводск-2» в Архангельск, Пудож, Вельск, Сыктывкар.
В 1990-е годы, в связи с убыточностью авиапредприятия количество рейсов было сокращено до минимума — осуществлялись рейсы в Пудож и Калевалу (самолётами Ан-2 и вертолётами Ми-8), аэропорт «Бесовец» выделен в отдельное предприятие.

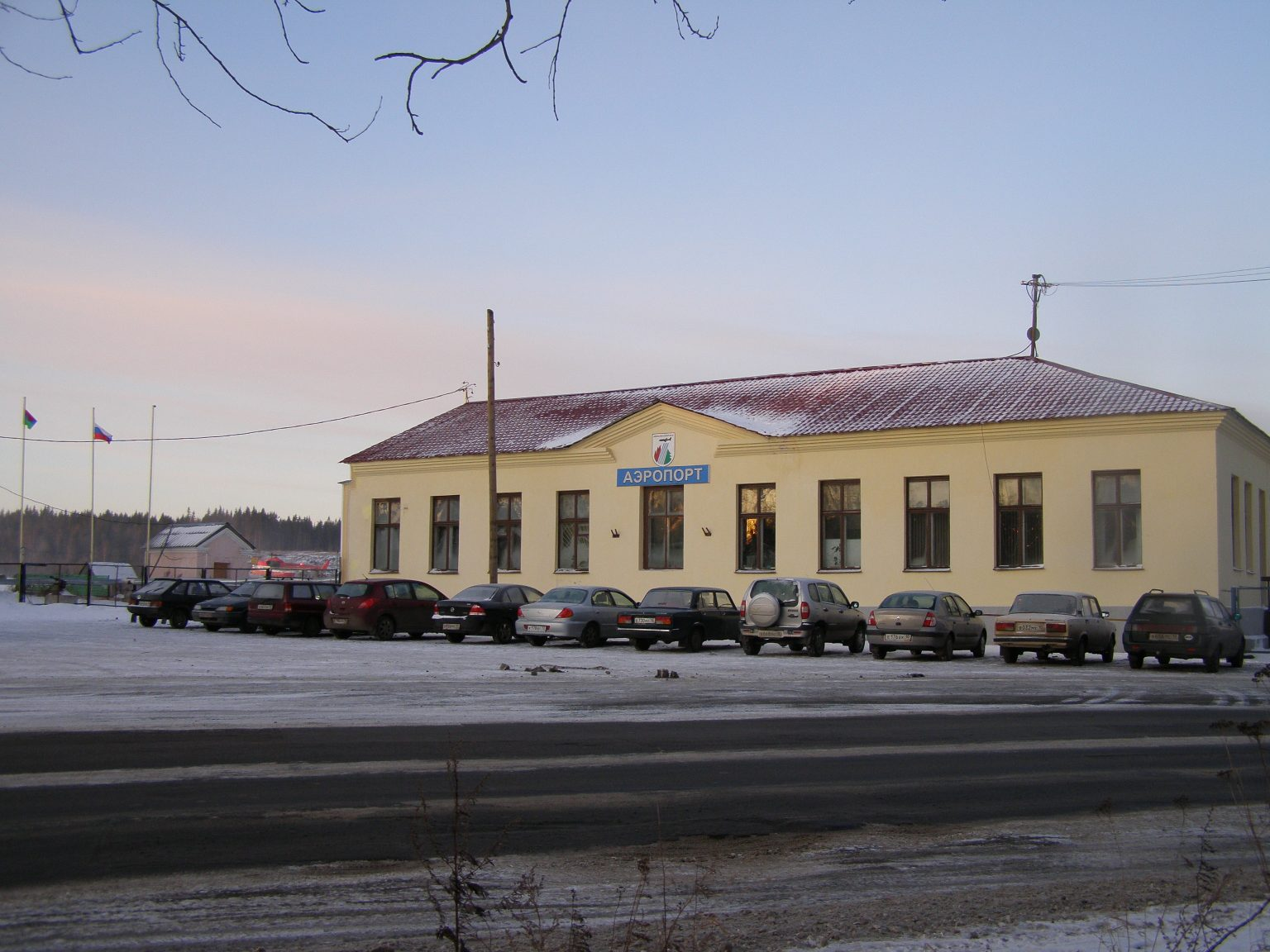
Бывшее здание аэровокзала. Аэропорт «Пески».

Петрозаводское авиапредприятие в 1998 г. было признано банкротом, Аэропорт «Пески» передан Северо-Западной базы авиационной охраны лесов (До 2007 г. — филиал филиала ФГУ «Авиалесоохрана», позже — государственное учреждение Республики Карелия). В 2000-х годах рейсы по местным воздушным линиям на Пудож были прекращены, существовала только зимняя вертолетная линия на Сенную Губу и Кижи (до 2011 г.), с 18 ноября 2011 г. снова осуществляются рейсы на Пудож. 13 ноября 2008 г. руководство Северо-Западной авиабазы охраны лесов опровергло информацию о том, что учреждение должно освободить аэропорт «Пески» под элитную жилищную застройку. 19 мая 2009 г. Государственная Северо-Западная база авиационной охраны лесов получила от Федерального агентства воздушного транспорта допуск на выполнение внутренних коммерческих воздушных перевозок.
Из международного аэропорта «Петрозаводск» в 2000-е годы осуществлялись рейсы в Архангельск, Анапу, Соловки, Хельсинки, Череповец, Москву, Костомукшу, Санкт-Петербург. По состоянию на 2018 г. выполняются рейсы в Москву и Архангельск.
В рамках Федеральной целевая программа Модернизация транспортной системы России, а также планов правительства Москвы по развитию воздушно-транспортной системы Петрозаводска планируется реконструкция аэропорта «Петрозаводск».

### Железная дорога
Железнодорожные станции и вокзалы Петрозаводского отделения ОЖД на территории города:

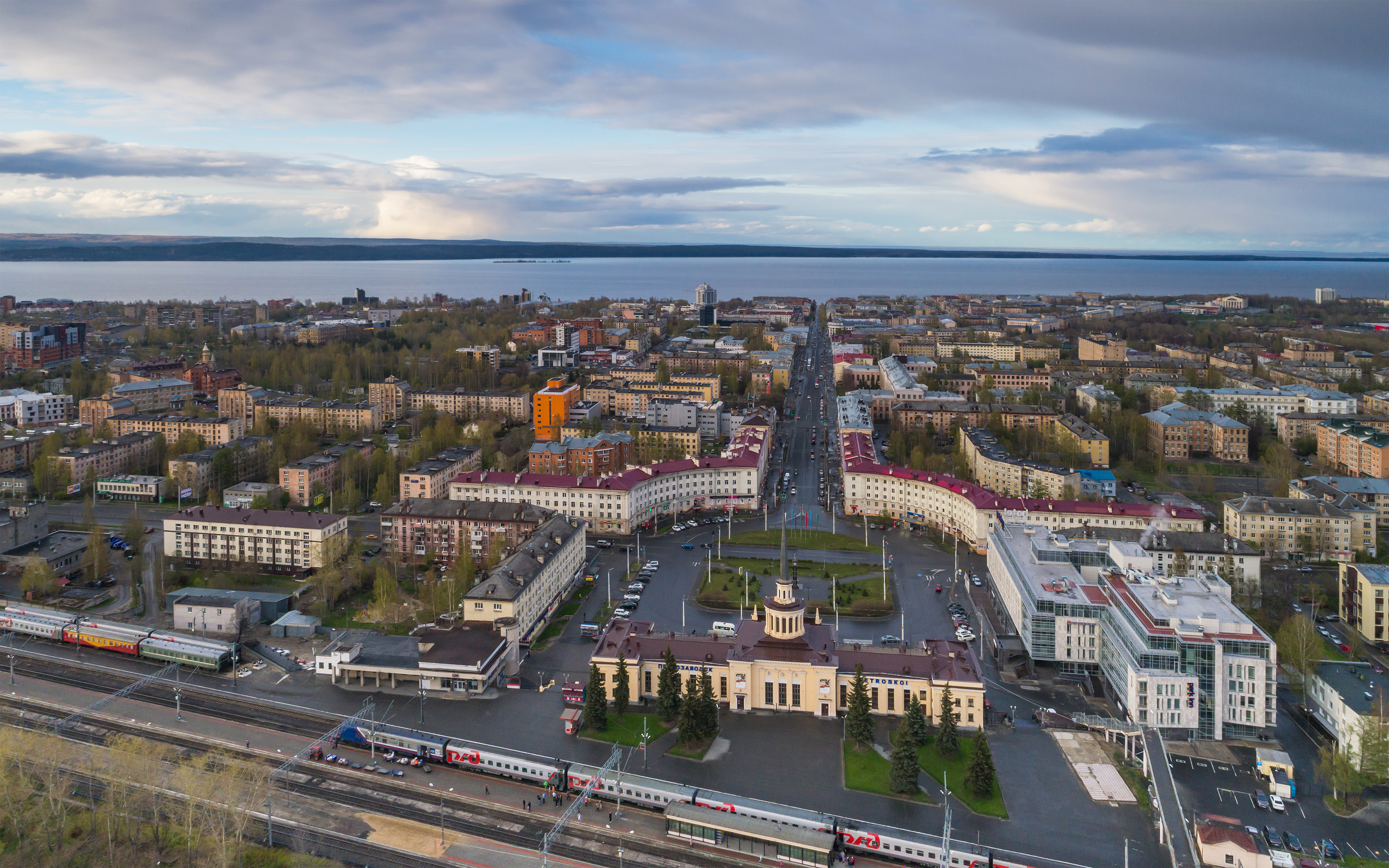
Железнодорожный вокзал и привокзальная площадь (площадь Юрия Гагарина)

- Железнодорожная станция Онежский. Действует с 1916 года (через станцию пробный поезд пропущен в 1915 году, как «служебный»).
- Железнодорожная станция Голиковка. Действует с 1916 года (через станцию пробный поезд пропущен в 1915 году, как «служебный»).
- Железнодорожная станция Петрозаводск:
  - Петрозаводск-пассажирский (пассажирский остановочный пункт). Действует с 5 марта 1955 года[5]. Новый вокзал.
  - Петрозаводск-товарный (товарный остановочный пункт). Действует с 1916 года (через станцию пробный поезд пропущен в 1915 году, как «служебный»). С 1916 по 1941 и с 1944 по 1955 годы назвалась «Петрозаводск». В годы оккупации (с 1941 по 1944 гг.) называлась «Яанислинна». Функционировал Старый вокзал (с 1915 по 1970-е гг.).
- Железнодорожная станция Каменный бор. Действует с 1947 года.
- Железнодорожная станция Томицы. Действует с 1916 года.
- Железнодорожный остановочный пункт Онегзавод. Функционировал с 1947 по 1970-е годы.
- Локомотивное депо Петрозаводск Действует с 1916 года.

### Водный транспорт

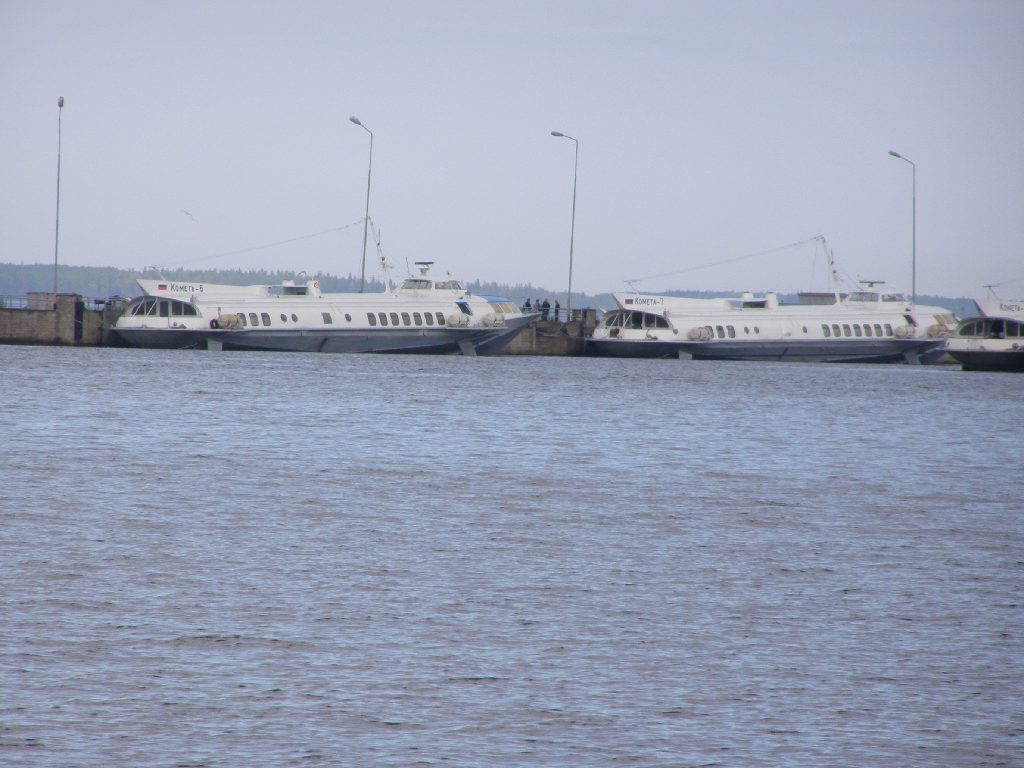
Пристань водного вокзала

Исторически — самый первый вид транспорта в городе. Существует практически с момента его основания. В XVIII веке связь поселения Петровских заводов с другими местами осуществлялась по воде, главным образом волоком, лодками и соймами. В XIX веке появляются пароходства, устойчивая связи с пристанью Вознесенье на реке Свири, с середины XIX века — с Санкт-Петербургом, а также Повенцом.
В начале — середине XX века функционировали водные линии в Ленинград, Медвежьегорск, Новостеклянное, Вытегру, Великую Губу, Пиньгубу, внутригородские линии до Соломенного, Песков, Чёртова Стула, Бараньего Берега, Зимника.
В настоящее время здание водного вокзала г. Петрозаводска по прямому назначению не работает. В навигацию, с причалов водного вокзала выполняются экскурсионные рейсы Петрозаводск — Кижи и социальные рейсы Петрозаводск — Кижи — Сенная Губа. Продажа билетов, в том числе и предварительная, производится в киоске на причале N 4. Рейсы выполняются судами на подводных крыльях классов «Метеор» и «Комета». Рейсы на внутригородской водной линии Водный вокзал — Бараний берег с навигации 2010 г. отменены.